# Akum jezik
Akum jezik (anyar, okum; ISO 639-3: aku), jedan od pet jezika podskupine yukuben-kuteb, šire skupine Jukunoid, benue-kongoanske grane nigersko-kongoanske porodice.
Akum se govori u Kamerunu uz nigerijsku granicu i susjednom dijelu Nigerije. 1 400 govornika (2002 SIL) u Kamerunu u provinciji Northwest. Pripadnici etničke grupe zovu se Anyar

## Vanjske poveznice
- Ethnologue (14th)
- Ethnologue (15th)